# ジャニーズWEST LIVE TOUR 2017 なうぇすと
『ジャニーズWEST LIVE TOUR 2017 なうぇすと』(ジャニーズ ウエスト ライブ ツアー 2017 なうぇすと)は、ジャニーズWESTの7枚目のライブ・ビデオ。2017年10月25日にジャニーズ・エンタテイメントから発売。

## 概要
- 前作『ジャニーズWEST 1stドーム LIVE 24から感謝届けます』から約5ヶ月ぶりのリリースとなる。

- 初回仕様(DVD)、初回仕様(Blu-ray)、通常仕様(DVD)、通常仕様(Blu-ray)の4形態で発売され、それぞれ各仕様ともに異なる。

- 本作は、今年の1月〜3月にかけて開催した全国ツアー『ジャニーズWEST LIVE TOUR 2017 なうぇすと』より、1月7日の横浜アリーナ公演の模様を収録。

- 全形態には、『Tour Documentary』をSPECIAL REELとして収録。

## 封入特典

### 初回仕様
1. 40Pブックレット ※初回スペシャルパッケージ

### 通常盤
1. 8Pブックレット

## 収録内容

### 本編映像
Disc 1
1. Overture
2. PARTY MANIACS
3. Unlimited
4. パリピポアンセム
5. INTER
6. King of Chance
7. You’re My Treasure
8. CHO-EXTACY
9. INTER
10. Mr.Summer WEST
11. 粉もん
12. 大阪弁ら〜にんぐ
13. ギラギラブベイベー
14. MC
15. 無鉄砲ボーイ - 重岡大毅・桐山照史・中間淳太
16. 雪に願いを - 濵田崇裕・小瀧望
17. Jr.コーナー
  1. ロマンティック
  2. Hair
  3. UME強引オン!
18. エエやんけェ!!
19. アカンLOVE 〜純情愛やで〜
20. ホルモン 〜関西に伝わりしダイアモンド〜
21. I got the FLOW - 神山智洋・藤井流星
22. Believer
23. one chance
24. ええじゃないか
25. バンザイ夢マンサイ!
26. 逆転Winner
27. 夢を抱きしめて
28. バリ ハピ
29. 人生は素晴らしい
30. ズンドコ パラダイス
31. ジパング・おおきに大作戦
32. KIZUNA

ENCORE
1. 100% I Love You
2. いま逢いたいからしょうがない
3. 覚悟しろよSummer

W ENCORE
1. バンバンッ!!

### 特典映像「SPECIAL REEL」
Disc 2
1. Tour Documentary